# Шаян Володимир Петрович
Володи́мир Петро́вич Шая́н (2 серпня 1908, Львів — 15 липня 1974, Лондон) — український філософ, санскритолог, релігієзнавець, психолог і педагог, поет, прозаїк, перекладач, громадський діяч, основоположник українського рідновірства, один з перших дослідників «Велесової Книги», професор.
Володимир Шаян відомий як засновник української етнофілософії, що ґрунтується на українському автентичному світогляді, позбавленому іноземних світоглядних і духовних надбудов. Запропонував ідею етнорелігійного ренесансу — відродження дохристиянської релігії в Україні та інших європейських країнах.

## Життєпис
Народився Володимир Шаян 2 серпня 1908 року у Львові. Батько Володимира — Петро Шаян — походив із села Мшана і був підстаршиною австрійської армії, а за польської окупації Галичини — залізничним службовцем. Мати — Єва Дмитрик — походила зі стародавнього селянського роду села Добростани, що на Яворівщині (Львівська область). Ще в дитинстві мати часто возила Володимира в рідне село, а потім, уже будучи студентом, він часто проводив тут свої канікули. Пізніше Шаян з надзвичайною теплотою згадував щасливі дні, проведені в Добростанах, де вперше й почув ритуальне привітання женців «Дай, Боже, щастя!». Над змістом цих слів він замислився вже дорослою людиною, перекладаючи стародавні пам'ятки праарійської релігії Ріґведу, Атхарваведу й Авесту. Тоді Шаян зазначив, що це ритуальне благословення живе в українському народі не одну тисячу літ.
У 1927 році закінчив з відзнакою Українську академічну гімназію класичного типу, а у 1939 році — гуманістичний відділ Львівського університету, де на трьох факультетах студіював філософію, психологію, педагогіку, расологію, санскритську філологію, порівняльне релігієзнавство, європейські мови й літератури. До початку Другої світової війни В. Шаян обіймав посаду асистента кафедри орієнталістики Львівського університету. Перша його дисертація «Індра в Ріґведі» була написана польською мовою. Тут ототожнюється індійський Бог Індра зі слов'янським Перуном.
5 листопада 1943 року під час німецької окупації Шаян створює нелегальну релігійно-політичну організацію «Орден Бога Сонця», яка мала на меті провадити боротьбу проти Німеччини й радянської Росії, за духовне й фізичне визволення України та українського народу від чужинського поневолення. Очевидно, Володимир Шаян мав зв'язок з ОУН, а у зверненні до проводу ОУН відмічалося, що «Орден не творить окремої мілітарної одиниці, але включається в політичну і революційну ОУН. Однак домагається свободи релігійного віровизнання, як і свободи проголошення ідей і віри Ордену». Відомо, що в лавах УПА, членом якої був Володимир Шаян, воював і загін повстанців імені Перуна.
Під час наступу радянських військ навесні 1944 року Шаян емігрує на Захід, а членам свого ордену, які вирішили залишитися, наказав вступати до лав УПА, більшість з яких так і вчинила. Ймовірно, саме вони утворили повстанську групу ім. Перуна, яка діяла між селами Грабине і Підзвіринець.

### В еміграції
Емігрує науковець до Англії, поселяється в Лондоні. Тут він стає широко відомим своєю невтомною науковою і громадською діяльністю. За кордоном українці згуртувалися навколо В. Шаяна й почали видавати журнали «Орден», «Нова епоха», «Науково-літературний збірник», «Світання», тут написані його праці про Григорія Сковороду, Тараса Шевченка, Івана Франка, Лесю Українку, порівняльно-релігієзнавча праця «Біблія як ідеологія» тощо.
Після капітуляції Німеччини Володимир Шаян став організатором і президентом Європейської президії Української вільної академії наук (УВАН), а також Вільного університету, який пізніше об'єднався з вільним університетом у Мюнхені. Тривалий час професор Шаян був директором бібліотеки та музею ім. Тараса Шевченка в Лондоні при Союзі українців Британії, головою Педагогічної комісії, заступником голови ПЕН-клубу в екзилі, заступником голови ліги Європейської свободи, членом Британського товариства літераторів, головою Спілки вільних українських журналістів, головою орієнталістів (сходознавців) тощо. Він частково переклав «Велесову книгу» й поклав початок її наукового вивчення. Під час свого перебування в Авґсбурзі професор створює паралельне крило лицарів «Ордену Бога Сонця» — дванадцять лицарів, серед яких був і майбутній автор «Мага Віри» Лев Силенко, якому Володимир Шаян надав лицарське імення Орлигора. Згодом В. Шаян засудив Силенка за факт перекручення і спростачення прадавньої віри.
У травні 1947 року в Англії Володимир Шаян захистив науковий ступінь і звання професора.
Професор Шаян на міжнародних з'їздах виступав в обороні ув'язнених членів Руху спротиву в Україні. Проводив антимосковські акції: «Я обвинувачую Сталіна», «Я не можу вернутися». Неодноразово брав участь у мітингах протесту проти сваволі Москви щодо поневолених нею народів.
Як доводив і стверджував Шаян, наші Предки задовго до Коперніка добре знали, що Земля не «покоїться на трьох китах» і не є пласкою, а є кулястою й обертається в космічному просторі. Знали вони й про ту силу, що керує цим рухом — Прав.
Надзвичайно вагомий внесок професора на ниві дослідження української мови, історії українського народу, найстаріших в історії людства систем мислення, поезії, філософії, віри. Як знавець багатьох слов'янських, західних і східних мов, він займався начебто «археологією мови», дослівно аналізуючи пракорені нашої прамови та мов інших народів світу.
Творча спадщина науковця надзвичайно багата, це філософські й дослідницькі праці «Найвища Святість», «Слово про похід Ігоря», «Джерело сили української культури», «Священний героїзм», «Прапор України», «Тризуб», «Дунай, Дніпро, Дністер», «Проблеми української віри», «Гімни Землі» й багато інших. Усі вони представляють величезну панораму нашої історії, духовності, культури. Праці Шаяна було зібрано його послідовниками та учнями в книзі «Віра Предків Наших».
Його велику бібліотеку, десятки творів, які ще не видавалися, було передано Дослідному інституту «Україніка» в Торонто.
Професор Шаян все життя провів у матеріальних скрутах, бо видавав на зароблені кошти свої книжки. Своєму брату Якову він писав, що «живе дуже багато, бо має дві хати книжок: одна — наукових, друга — своїх власних.»

## Духовне пробудження
Ідея пееросмислення української історії відбулося у Володимира Шаяна ще з юнацьких літ. В автобіографії В. Шаян згадував:
Праці Лондонського періоду життя можна вважати основою теолого-філософського осмислення нашої етнічної віри. Професор уперше виклав послідовне вчення про сутність генотеїзму, тобто «про єдино-божество як многопроявну, многоіменну і многоособову Істоту…»; це те саме, що й перекладене ним з Ріґведи «по-різному називають Волхви і Віщуни те, що є одне».
Володимир Шаян пише:
У своїх дослідженнях професор Шаян виходив із власного принципу про те, що «Релігія даного народу є свідченням про нього самого, пізнати його віру — це пізнати його характер».

## Останні дні
Одна з останніх праць професора — «Аналіза Велес Книги». Над нею він частково працював у шпиталі, де перебував у зв'язку з хворобою; останні записи до цієї теми зроблені за три дні до смерті (розділ «Ріґведа і Книга Велеса» датований 12 липня 1974). Тут Володимир Шаян стверджує про одночасність постання Ріґведи і Книги Велеса. У шпиталі також була написана праця «Богиня Світання».
Володимир Шаян помер у Лондоні від серцевої недуги на 66 році життя 15 липня 1974 року. Поховання його здійснено за обрядом Рідної Віри, а урна з його прахом була перевезена в Канаду і похована на Рідновірському кладовищі в Гамільтоні. Обряди виконували Мирослав Шкавритко (в Лондоні) і Мирослав Ситник (у Канаді).

## Творчий доробок
- Володимир. Баляда лісового шуму. Збірка віршів. / Володимир Шаян.– Лондон: Орден, 1965. — 32 с.
- Володимир. Баляда про Святослава / Володимир Шаян. — Лондон: Орден, 1965.
- Володимир. Гимни Землі. Ориґінальні вірші (ораторія в дев'яти частинах) та переклади із санскритських гимнів Атхарваведи / Володимир Шаян. — Видано як гектографічну відбитку із рукопису. — Авґсбурґ: Орден, 1945.
- Володимир. Гимни Землі / Володимир Шаян.  — Лондон: Орден, 1967.
- Володимир. Гимн про всесвитню тайну (Риґведа 10.129), в перекладані із санскриту на 4. мови. Авґсбурґ: 1947. — 8 с.
- Володимир. Гимн про всесвитню тайну (Риґведа 10.129), в перекладані із санскриту на 4. мови. Лондон-Торонто: Орден, 1973. — 8 с.
- Володимир. Гимн про чоловика (Риґведа 10.90), в перекладані із санскриту. Авґсбурґ: 1947. — 8 с.
- Володимир. Орден Бога Сонця. Збірка віршів / Володимир Шаян. — Обкладинка та ілюстрації Мирона Левицького. Накладом автора. — Львів: «Ізмарагд», 1936. — 48 с.
- Володимир. Повстань, Перуне! / Володимир Шаян.  — Лондон: Орден, 1967.
- Володимир. Проблема української Віри / Володимир Шаян. Циклостилеве видання. — Лондон: Орден, 1946. — Ч.6. — С.1–9.
- Володимир. Священний Героїзм / Володимир Шаян. — Лондон: Орден, 1964. — 32 с.
- Володимир. Слово Золотої діядеми. Поема в дев'яти частинах / Володимир Шаян. Передрук окремим виданням із «Визвольного Шляху» (Рік XV, книга 171, січень 1962). — Лондон: Орден, 1963. — 23 с.
- Шаян В. Біблія як ідеологія. Студія із ділянки порівняльного релігієзнавства. — Лондон: Орден, 1970. — 30 с.
- Шаян В. Біблія як ідеологія. Студія із ділянки порівняльного релігієзнавства. // Антологія християнства : хрестоматія з релігієзнав. та культурології / за заг. ред. Г. Лозко ; [упоряд.: Лозко Г. С., Борисюк І. В., Богород А. В.]. — К. : КМПУ ім. Б. Грінченка, 2009. — 503 с.: іл.
- Шаян В. Віра забутих предків (Аналіза «Влес Книги») [Архівовано 22 лютого 2020 у Wayback Machine.]. — Лондон—Гаґа : Млин, 1979. — 58 с.
- Шаян Владимир. Вера забытых предков (Перевод с украинского В. К. Федосова) // Волхв. Журнал «Союза Венедов». — Санкт-Петербург, 2001. — С. 5—44.
- Шаян В. Віра Предків Наших. [Архівовано 22 лютого 2020 у Wayback Machine.] — Гамільтон : Об’єднання Українців Рідної Віри, 1987. — 894 с.
- Шаян В. Віра Предків Наших: вибрані твори / Серія «Пам'ятки релігійної думки України-Русі» / Передмова, упор., комент. та заг. ред. проф. Г. С. Лозко / Шаян Володимир Петрович. — К.: ФОП Стебеляк О. М., 2018. — 400 с.
- Шаян В. Джерело сили української культури. [Архівовано 23 лютого 2020 у Wayback Machine.] — Лондон, Торонто: Інститут Володимира Шаяна, 1972. — 32 с.
- Шаян В. Етичні, соціологічні і педагогічні погляди Григорія Сковороди. [Архівовано 22 лютого 2020 у Wayback Machine.] 3-є вид. / За ред. Л. Ромена, Н. Роговського, Л. Мурович. — Лондон — Торонто: Вид-во Ін-ту В. Шаяна, 1972. — 22 с.
- Шаян В. Найвища Святість. Студія про Свантевита. [Архівовано 22 лютого 2020 у Wayback Machine.] — Лондон, Торонто: Орден, 1971.– 144 с.
- Шаян В. Найвище Світло. Студія про Сварога і Хорса. [Архівовано 22 лютого 2020 у Wayback Machine.] — Лондон — Торонто, 1969. — 54 с.
- Шаян В. Орден Бога Сонця: Поезії // Шаян В. Ґрегіт. Збірка ранніх творів. — Львів, 2011. — С. 35—61.
- Шаян В. Проблема української віри. [Архівовано 23 лютого 2020 у Wayback Machine.] — Лондон, Торонто: Інститут Володимира Шаяна, 1972. — 20 с.
- Шаян В. Ренесанс панарійської думки (Історично-філософський та ідеологічно-літературний есей) // Науково-літературний збірник «Світання». —  Авґсбурґ, 1946, ч. 2. — С. 1-16.
- Шаян В. Священний героїзм як основа українського національного світогляду: Доповідь. — Б. м.: Легія українських повстанців у Великій Британії, 1958. — 20 с.
- Шаян В. Сковорода — лицар Святої Борні. [Архівовано 23 лютого 2020 у Wayback Machine.] — Вид. 7. — Лондон, Торонто: Інститут Володимира Шаяна, 1973. — 112 с.
- Шаян В. Сковорода — лицар святої борні. — Гамільтон, Онтаріо: б.в., 1984. — 111 с.
- Шаян В. Сковорода про обов'язки воїна (есей) // Орден. — 1945. — Ч. 1-2. — С . 5-7.
- Шаян В. Слово золотої діядеми. — Лондон: Орден, 1963. — 22 с.
- Шаян В. Сотворення людськости. Філософсько-ідеологічна проклямація.– Фоліо.– Авґсбурґ: «Нова Епоха»,1946. — 3 с. (в п'ятьох інших мовах).
- Шаян В. Терпіння молодого гуцула. — Львів: Накладом автора, б. р. — 48 с.
- Шаян В. Українська символіка. [Архівовано 22 лютого 2020 у Wayback Machine.] — Гамільтон: Українське відродження, 1990. — 35 с.
- Шевченко Т. Тризна / Переклав Володимир. — Лондон: Орден, 1963. — 24 с.
- Wolhodymyr. The Ballad of the Broken Windows. — «Svitannia» — the Dawn. — London, 1970. — р.16.
- Shayan W. I Can't Return (An open letter to nobody). — London: «New Epoch». The Ukrainian Humanistic thought, 1945. — 23 p.
- Shayan W. I Can't Return (An open letter to nobody). — London: «New Epoch» ELY, 1950. — 15 p.
- Shayan W. The Creation of Humanity. — London: «New Epoch». The Ukrainian Humanistic Thought, 1946. — 8 p.
- Shayan W. The Historical Mission of Ukraine. — London: «New Epoch». The Ukrainian Humanistic Thought, 1946. — 10 p.
- Shayan W. Creation de l'humanité. –– London: «New Epoch». The Ukrainian Humanistic Thought, 1946. — 12 p.
- Shayan W. La mission historique de l'Ukraïne. Première partie: Aux confins de deux mondes. Une introduction dans l'étude de l'histoire ancienne de l'Ukraïne. Bad Wörishofen: «Nouvelle Époque». Pensée humanistique ukraïnienne, 1946. — 16 p.
- Shayan W. La mission historique de l'Ukraine. –– London: «New Epoch». The Ukrainian Humanistic Thought, 1946. — 16 p.
- Shayan W. Die Erschaffung der Menschheit. –– London: «New Epoch». The Ukrainian Humanistic Thought, 1946. — 16 p.
- Szajan W. Hymny Rygwedy. Wiązka pierwsza. Lwów: Nakładem autora [1936]. — 48 s.
- Szajan W. Hymny walki. Hymny Rygwedy. Wiązka druga. Lwów: Nakładem autora [1937]. — 48 s.